# Maria João Sobral
Maria João Sobral é uma actriz portuguesa.
Trabalha principalmente em teatro.

## Televisão
- Filumena Marturano RTP 1993
- Era Uma Vez SIC 1997
- Cuidado com o Fantasma SIC 1997/1998'Aurora'
- Bom Baião SIC 1998
- Um Sarilho Chamado Marina SIC 1999
- A Loja do Camilo SIC 2000
- Lusitana Paixão RTP 2003 'madame Zica'
- Tempo de Viver TVI 2006/2007 'Celina'